# 330 أدالبيرتا
أدالبيرتا هو الكويكب رقم 330 الذي تم اكتشافه من قبل عالم الفلك ماكس ولف من مرصد هايدلبرغ وكان ذلك في 2 فبراير من عام 1910 في ألمانيا.